# ヒューマントラスト
株式会社ヒューマントラスト（英: HUMANTRUST Co.,Ltd.）は、東京都千代田区に本社を置く各種アウトソーシング事業、人材紹介業、労働者派遣業、求人サイト運営などを行う総合人材サービス企業である。なお、本項目では同社による広告企画記事を巡って生じた政治問題、同社がネーミングライツ（命名権）を取得している映画館についても叙述する。

## 概要
当時、派遣会社の社員だった阪本昌之らによって設立。現在は阪本がヒューマントラストホールディングス 代表取締役グループCEO兼代表取締役社長として経営に当たっている。
事業内容は各種アウトソーシング事業（BPO業務、軽作業請負、営業代行、営業支援、販売支援、採用代行、コールセンター）、人材紹介業、人材派遣業、人事コンサルティング業、求人サイト「急募.COM」の運営。
主にオフィスワークの派遣事業（紹介予定派遣や有料職業紹介、およびいわゆるレギュラーワークに相当）と、現場作業を中心とした、1日限りを含む「日雇い」などの短期間派遣（いわゆるスポットワーク）事業、職業紹介のうち短期間のものである「日々紹介」（雇用主は就業先企業）に大別される。短期就業あっせんの一部（日々紹介は雇用主との直接契約となるため対象外）では、給与相当額の一部を就業当日に引き出せる「CYURICA」サービスを提供している（下記参照）。
勤怠連絡等は、携帯電話のウェブサイトから行う。それとは別に、登録スタッフ用に「マイページ」と呼ばれるサイト[2]が準備されている。スポット登録のスタッフは利用できず、希望する仕事がサイト上にあった場合は、電話で支店に勤務希望を出す形となる。スポット登録でない場合は、「マイページ」から直接申し込み可能。また、登録情報等も、本来はマイページ経由で変更可能だが、スポット登録の場合は支店へ出向く必要がある。
登録スタッフへの福利サービスとして、ヒューマントラストシネマの優待がある。

## 即日払いサービス
ヒューマントラスト社では給与相当額の一部を勤務当日に渡す、「給与即日払いサービス」の「JOBPAY」（ジョブペイ）サービスを提供している。これは2008年から導入していた「CYURICA」（キュリカ）を2023年4月1日に改変したもので、運営会社も同年4月1日に株式会社JOBPAYとなっている。

### 「CYURICA」サービスの概要
「CYURICA」（キュリカ）は就業後にCYURICAサービスのサイトで派遣先から伝えられた就業承認コードを含む勤怠報告を行うと、すぐに24時間365日稼働の同社提携ATMから所定労働時間内給与の60%程度の金額を引き出せる（手数料は別途給与から控除される）システムで、同社では「給料日まで待たなくても最短で就業当日に給与を現金で受け取ることができる」と自社サイト内の「CYURICAサービス」ページで紹介し、スポットワーク（日雇い・短期雇用系）の一部の事業で導入していていた。
また、2013年時点に行っていた企業の人事・採用担当者に向けた案内としては、導入前と比較して4年間で「会員数は約9倍、定着率は1.8倍」と紹介し、時給単価の上昇やアルバイト・パート労働者の定着率の悪さへの対策に有効で、給与支払いの事務コストの不発生や勤怠システム変更無しでの「給与即日払い」の実現をうたっている。
2008年12月1日にこの「CYURICA」を導入した際、ヒューマントラスラスト社は消費者金融会社のアコムとの提携により同サービスを開始するとしていた。その後に各銀行との提携が徐々に拡大され、2014年4月14日からはセブン銀行、2016年4月10日からは三菱東京UFJ銀行、2017年7月10日からはイオン銀行のATMでの利用が開始された。
また、2016年には「CYURICA」がヒューマントラスト社以外の利用にも開放された。2018年1月に株式会社キュリカが設立されると同年3月にヒューマントラスト社と「給与前払い（随時払い）サービス」事業譲渡の基本合意が成立し、2019年12月にその移管が完了した。下記の社名変更を発表した2023年2月1日時点ではヒューマントラスト社代表取締役社長（創業者）の阪本昌之を取締役兼ファウンダー、長澤一雅を代表取締役社長としていた。

### JOBPAYへの移行
2023年2月1日、株式会社キュリカは同日付で社名を株式会社JOBPAYへ変更することと、4月1日に「CYURICA」を基とした「JOBPAY」サービスを開始することを発表した。これは4月1日より給与をデジタルマネーで支給する「賃金のデジタル支払い」が解禁される法改正に対応するものとされた。

### 違法性についての議論
2013年4月25日の参議院厚生労働委員会の審議で、民主党所属の参議院議員である石橋通宏は、阪本美貴子と丸川珠代が行った日経企画広告記事（下記参照）の中で、阪本が「CYURICA」を導入した事について丸川がそれはすばらしいと評価し、お墨付きを与えていると指摘したが、丸川は阪本による「CYURICA」の話題の後で自分が話したのは派遣労働者のニーズを捉えたエージェント機能を果たす事で労働者が保護されるのは望ましいという内容で、「CYURICA」とは全く関係ないと答弁した。これに対し、石橋は「CYURICA」とはアコムのATMを使った貸付で、その手数料は賃金の日額から考えれば相当な金利になると追及したが、丸川は「CYURICA」に対する評価は全くしていないと返した。日本共産党の田村智子も「CYURICA」を「実は、キュリカは「給与相当額の一部を貸し付ける」制度です。」「ところが問題となっている（阪本美貴子社長と丸川珠代政務官が対談した形式の）全面広告でも、ヒュ社のHPでも「給与即日払い」と銘打たれています。」と批判し、同日の審議で「CYURICA」の違法性をただしたが、厚生労働省の中野雅之労働基準局長や岡崎淳一職業安定局長は賃金からの控除を行う際には書面での協定や労働条件の明示が必要という一般論を答弁し、「CYURICA」そのものへの言及は避けた。
2013年9月時点では、ヒューマントラスト社の公式サイト内にある「CYURICA」紹介ページでは、「給与即日払いサービス」、「就業済の給与相当額の一部を（中略）お給料日よりも前に引き出せる」、「報告した分の給与の一部がすぐに提携ATMから引き出せます」という文言が混在し、給与の支給か給与相当額の貸付かはあいまいになっていた。
2020年3月10日、株式会社キュリカは「CYURICA」サービスに関する発表を行った。これは3月6日に金融庁が発表した、「『給料の前払い』などのうたい文句で一部の業者が展開している、給与の一部を債権として利用者（給与取得者）から安い額面で買い取って貸金業法の上限を上回る『手数料』を徴収する『給与ファクタリング』」を貸付と認定し、上限金利の適用を求めた判断と、それに関する報道への反論としてなされ、「CYURICA」はこれらの『ファクタリング』とは異なり、移動貸金業による合法性を担保していると説明するものだった。
2021年には同社代表取締役社長の長澤一雅がインタビューを受け、前年の発表にならう内容で、「CYURICA」は給与資金を事前に導入企業からお預かる預託金方式の採用と同社による移動貸金業の免許取得で合法性（コンプライアンス）を確保していると説明している。

## 丸川珠代との広告対談問題
2013年2月25日付の日本経済新聞で、同社は代表取締役社長の阪本美貴子が第2次安倍内閣の厚生労働大臣政務官でもある自由民主党参議院議員の丸川珠代と行った対談企画、これと“『猫の手』を貸します”という語句が付いた広告が一体となった記事が掲載された。この中で丸川は「日雇い派遣の原則禁止は見直すべき」と発言したが、これは2012年10月に施行された労働者派遣事業の適正な運営の確保及び派遣労働者の就業条件の整備等に関する法律（労働者派遣法改正法）で定められた規定であり、3月15日の衆議院厚生労働委員会で野党の民主党議員から「厚生労働省の公式見解か」「自民党も禁止に賛成したのにおかしい」の追及を受けた。丸川は当初「見直しは省としての見解」と答弁したが、厚生労働省の事務方（官僚）から助言を受けると「（見直すべきというのは）議員としての見解。議論をしてほしいというのが厚労省としての見解」と修正し、3月28日の参議院厚生労働委員会では「以後は誤解を招く事のない様にしたい」と陳謝した。また“『猫の手』を貸します”という広告についても「派遣労働者に失礼に当たる点があると認識している」と述べた。
丸川は3月21日の参議院厚生労働委員会で、日経クロスメディアでのインタビューを阪本社長から持ちかけられたのは政務官就任前の2012年11月13日だったと述べた。対談は2013年1月10日に行われ、対談記事の原稿を厚生労働省に2回（同年2月13日と18日）チェックしてもらったが、対談内容がヒューマントラストの広告とともに掲載されることは分からなかったと述べた。
この一連の問題に対し、参議院厚生労働委員会の理事会は5月23日に丸川を政務官として答弁に立たせない「謹慎扱い」にするとした決定を自民党も含む全会一致で決定した。さらに6月25日には同委員会で民主党など野党各党の賛成多数により丸川に対する問責決議案が可決されたが、これには自民党は欠席し、この決議を批判した。丸川の「謹慎」を決定した理事会ではヒューマントラストを含む人材派遣会社への調査を今後も続ける事が確認され、問責決議案では「関係業者との接触で国民の疑惑を招く行為を禁じた政務三役規範に抵触する」「労働行政の根幹を揺るがす事態」「政治家個人として無償出演しヒューマントラスト社の宣伝に協力したなら同社への寄付行為で公職選挙法違反、個人の意見を述べただけならばヒューマントラスト社が丸川の宣伝広告費を肩代わりした事になり政治資金規正法に抵触する」と指弾され、丸川の説明に対しても「当初から阪本が丸川との連絡を取り、日経側の担当者と会ったのは1月11日の取材当日が最初なので、同記事がヒューマントラスト社の企画広告記事だったとは知らなかったというのは到底考え難い」という虚偽答弁の可能性まで疑念を持たれたが、ヒューマントラストや親会社のヒューマントラストホールディングス、及び阪本はこの問題に関するコメントや公式発表を一切行わなかった。

## CMイメージキャラクター
過去
- 加賀美セイラ（2009年）
- 中居正広（2012年8月 - 2015年、2019年）
- コロコロチキチキペッパーズ
- 沢尻エリカ（2017年7月 - 2019年）

## 番組提供
関東ローカル
- テレビ朝日 報道ステーション木曜日（2012年10月 - 12月）
- TBSテレビ みのもんたの朝ズバッ!月曜日（2013年1月 - 3月）
- フジテレビジョン めざましテレビ火曜日（2013年4月 - ）
- テレビ東京 週刊働く人（2013年4月 - ）

関西ローカル
- ABCテレビ おはよう朝日です火曜日（2013年1月 - 3月）

## ヒューマントラストシネマ

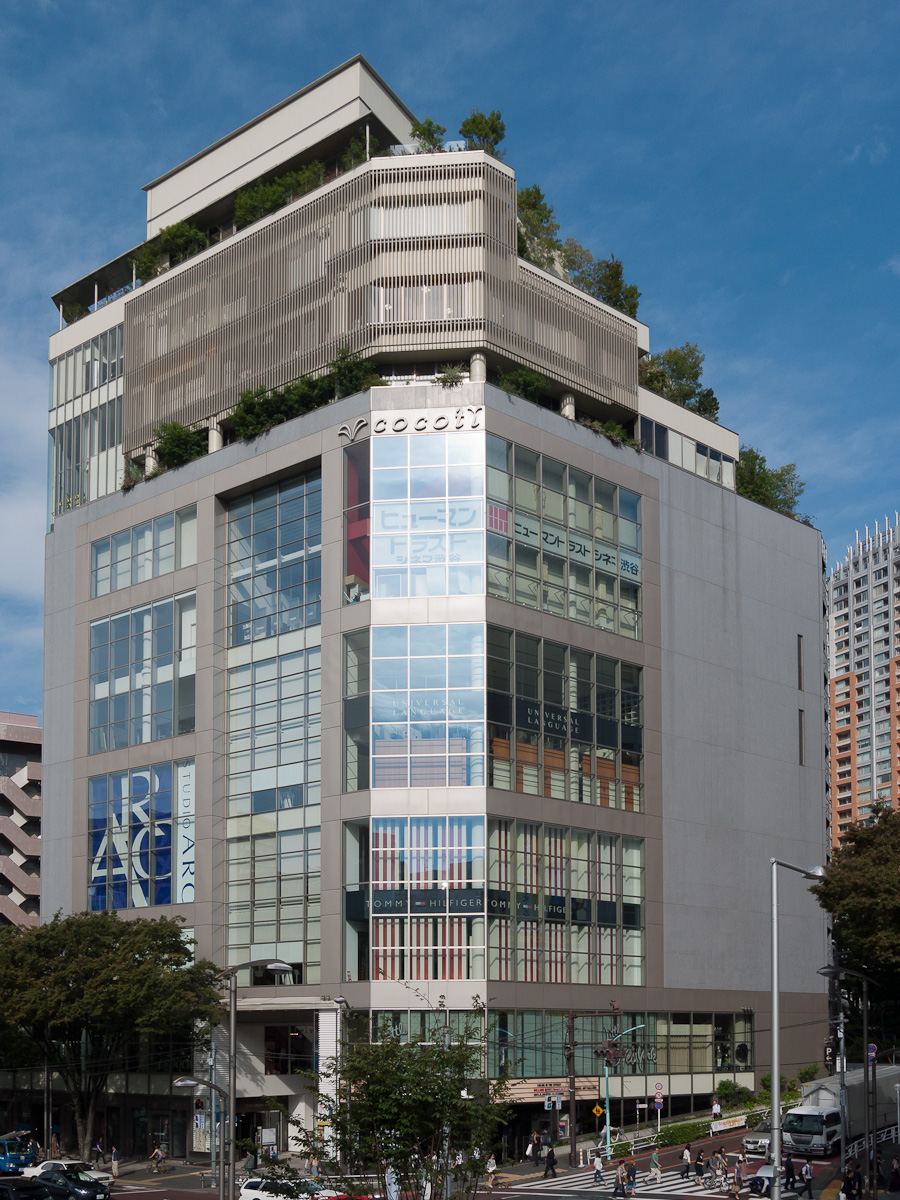
ヒューマントラストシネマ渋谷が入居する渋谷ココチビル

2008年、日本の芸能事務所アミューズと日本の映画会社シネカノンが運営していた東京都渋谷区の映画館（ミニシアター）「シネ・アミューズ」「アミューズCQN」のネーミングライツを取得。同年12月20日より館名を『ヒューマントラストシネマ』（HUMANTRUST CINEMA）と改称した。
文化村通りは2009年10月31日をもって閉館（詳細はシネ・アミューズの項を参照）。同年12月4日より千代田区有楽町の「シネカノン有楽町2丁目」が『ヒューマントラストシネマ有楽町』と改称。現在は東京テアトルに経営が譲られている。
渋谷・有楽町とも全スクリーンがサラウンドEXとDLPに対応している。

### ヒューマントラストシネマ渋谷
東京都渋谷区渋谷のココチビル7階と8階にある映画館。2004年11月13日に「渋谷アミューズCQN」（AMUSE CQN。CQNはシネカノン〔フランス語: Cine Quanon〕の略）としてオープン。3スクリーンある。TOHOシネマズ渋谷リニューアル前は東宝系の作品（『電車男』『イキガミ」『ホームレス中学生』『曲がれ!スプーン』など）の上映が多かったが、ごく稀に丸の内ピカデリー2・3系の作品を上映する他、かつては2013年6月15日封切の『ハード・ラッシュ』からは渋谷東急の閉館に伴い、丸の内ルーブル系の作品も上映していた。
データ
- 所在地：〒150-0002 東京都渋谷区渋谷1丁目23-16 ココチビル7・8階
- 座席数
  - シアター1（8階）：200席
  - シアター2（7階）：183席
  - シアター3（7階）：60席

### ヒューマントラストシネマ有楽町

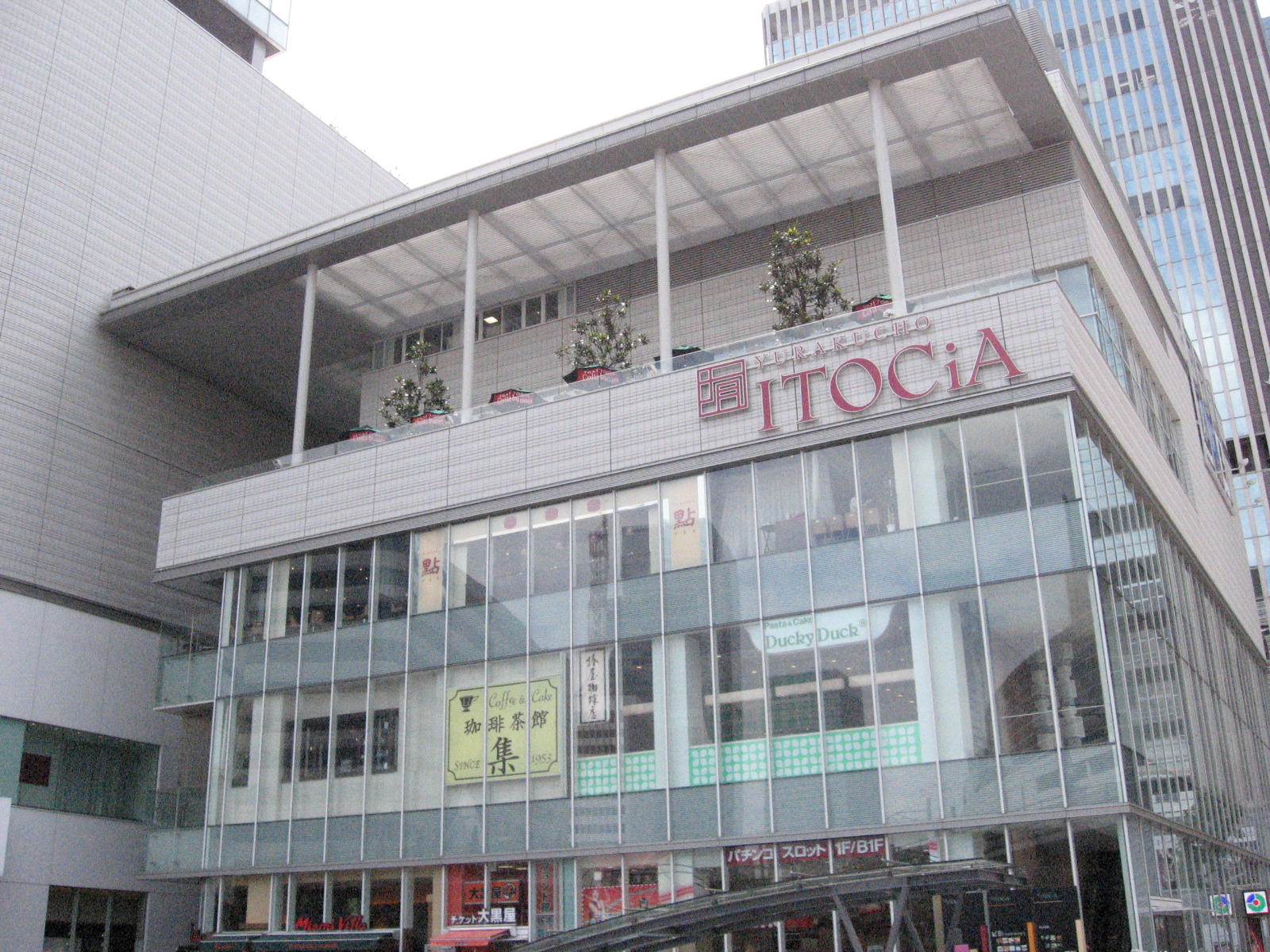
ヒューマントラストシネマ有楽町がある有楽町イトシアのイトシアプラザ（低層棟）

東京都千代田区有楽町にある「有楽町イトシア」のイトシアプラザ4階にある映画館。2007年10月12日、「シネカノン有楽町2丁目」として有楽町イトシアの開業と共にオープン。2009年12月4日に現館名に改称。2スクリーンある。
データ
- 所在地：〒100-0006 東京都千代田区有楽町2丁目7-1 有楽町イトシア・イトシアプラザ4階
- 座席数
  - シアター1：162席
  - シアター2：63席

- 支配人：小島英伸（2012年時点）

## グループ会社
現在のグループ会社
- ヒューマントラストホールディングス（持株会社）
- ネオトラスト（給与計算・社会保険手続業務代行）
- フュージョンアイ（ITソリューション、IT技術者派遣・開発）
- ヒューマントラストフロンティア（障害者雇用特例子会社）
- JOBPAY（賃金の当日払いシステム）

過去のグループ会社
- VIS総研
  - マーケティングリサーチ会社。2006年から同社グループに所属。2009年にVISマーケティングに業務を移管し、2010年までにグループ企業から外れた。